# Флаг Алтуфьевского района
Флаг внутригородского муниципального образования Алту́фьевское в Северо-Восточном административном округе города Москвы Российской Федерации.
Флаг утверждён 26 октября 2004 года и внесён в Геральдический реестр города Москвы с присвоением регистрационного номера ?.

## Описание
«Флаг муниципального образования Алтуфьевское представляет собой двустороннее, прямоугольное полотнище с соотношением сторон 2:3.
В жёлтом полотнище помещена красная полоса, диагонально пересекающая полотнище из верхнего угла, прилегающего к древку, в нижний, противоположный древку угол полотнища. Ширина полосы составляет 2/15 длины (1/5 ширины) полотнища.
В нижнем, прилегающем к древку углу полотнища, помещено изображение зелёного ростка, габаритные размеры которого составляют 1/6 длины и 7/20 ширины полотнища. Центр изображения ростка находится на расстоянии 1/6 длины полотнища от бокового края полотнища, прилегающего к древку, и на расстоянии 1/4 ширины полотнища от нижнего края полотнища.
В верхнем, противоположном древку, углу полотнища помещено изображение красного солнца, габаритные размеры которого составляют 7/20 длины и 7/30 ширины полотнища. Центр изображения солнца находится на расстоянии 1/6 длины полотнища от бокового края полотнища, противоположного древку, и на расстоянии 1/4 ширины полотнища от верхнего края полотнища».

## Обоснование символики
Красная диагональная полоса символизирует Алтуфьевское шоссе.
Зелёный росток символизирует сельскохозяйственное прошлое муниципального образования, где в 1920-х годах располагались пахотные земли колхоза «Красная Нива».
Красное солнце на жёлтом полотнище — символ огнеопасных и высокоэнергетических производств. На территории муниципального образования расположен Научно-исследовательский и конструкторский институт монтажной технологии (НИКИМТ), образованный в 1956 году. НИКИМТ выполняет работы, связанные со строительством и эксплуатацией ядерных объектов.